# 琉球雞飯

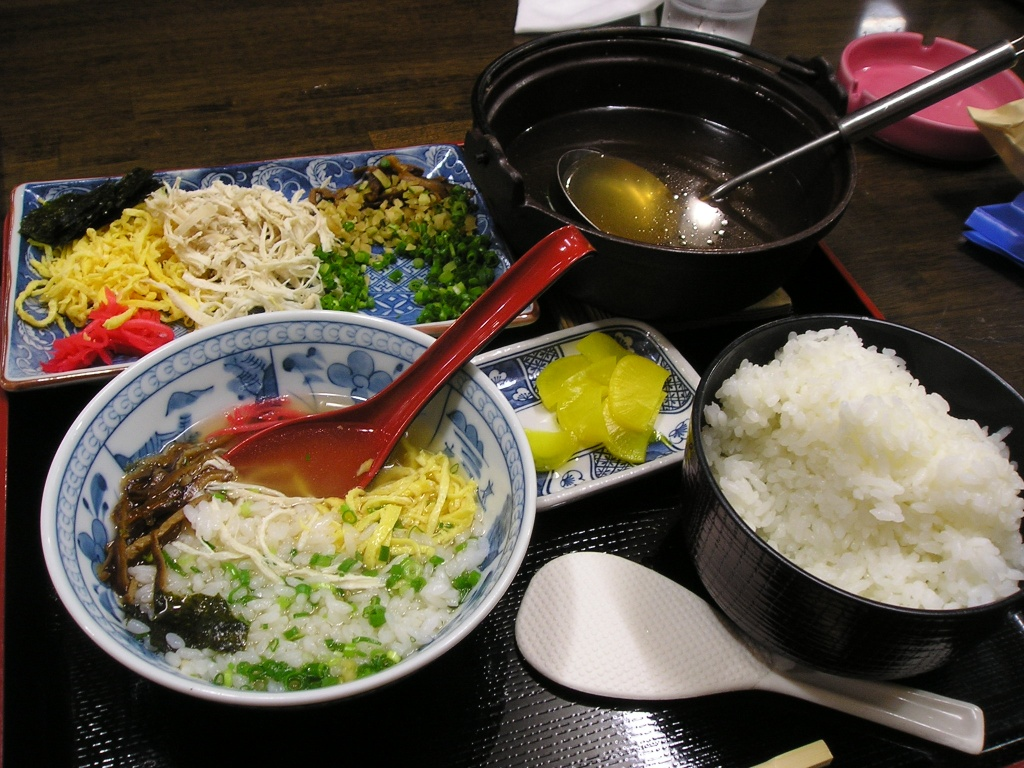
琉球雞飯

琉球雞飯是琉球群島（日本鹿兒島縣奄美群島和沖繩縣）的傳統菜餚。
琉球雞飯起源於奄美大島的笠利，最初使用的是山鷸、白腹鶇等野鳥。琉球雞飯是由上面放有雞絲、煎雞蛋、香菇、醃木瓜、醃蘿蔔、大蔥、碎海苔等配料的米飯佐以陳皮粉和白芝麻等調味料的菜餚，與雞湯一起食用，雞湯的味道對菜餚的味道有很大的影響，奄美大島的琉球雞飯一般佐以用整隻雞做湯，沖繩本島的琉球雞飯還會使用芥末和將雞湯和鰹魚湯澆在飯上食用。